# 宽叶散血芹
宽叶散血芹（学名：Pternopetalum botrychioides var. latipinnulatum）是伞形科囊瓣芹属散血芹的变种。分布于中国大陆的四川等地，生长于海拔800米至1,400米的地区，常生于水沟边或阴湿丛林中，目前尚未由人工引种栽培。